# Шеффілд (Алабама)
Шеффілд (англ. Sheffield) — місто (англ. city) в США, в окрузі Колберт штату Алабама. Населення — 9403 особи (2020).

## Географія
Шеффілд розташований за координатами 34°45′20″ пн. ш. 87°42′5″ зх. д. / 34.75556° пн. ш. 87.70139° зх. д. (34.755494, -87.701265). За даними Бюро перепису населення США в 2010 році місто мало площу 16,73 км², з яких 16,50 км² — суходіл та 0,23 км² — водойми.

## Історія

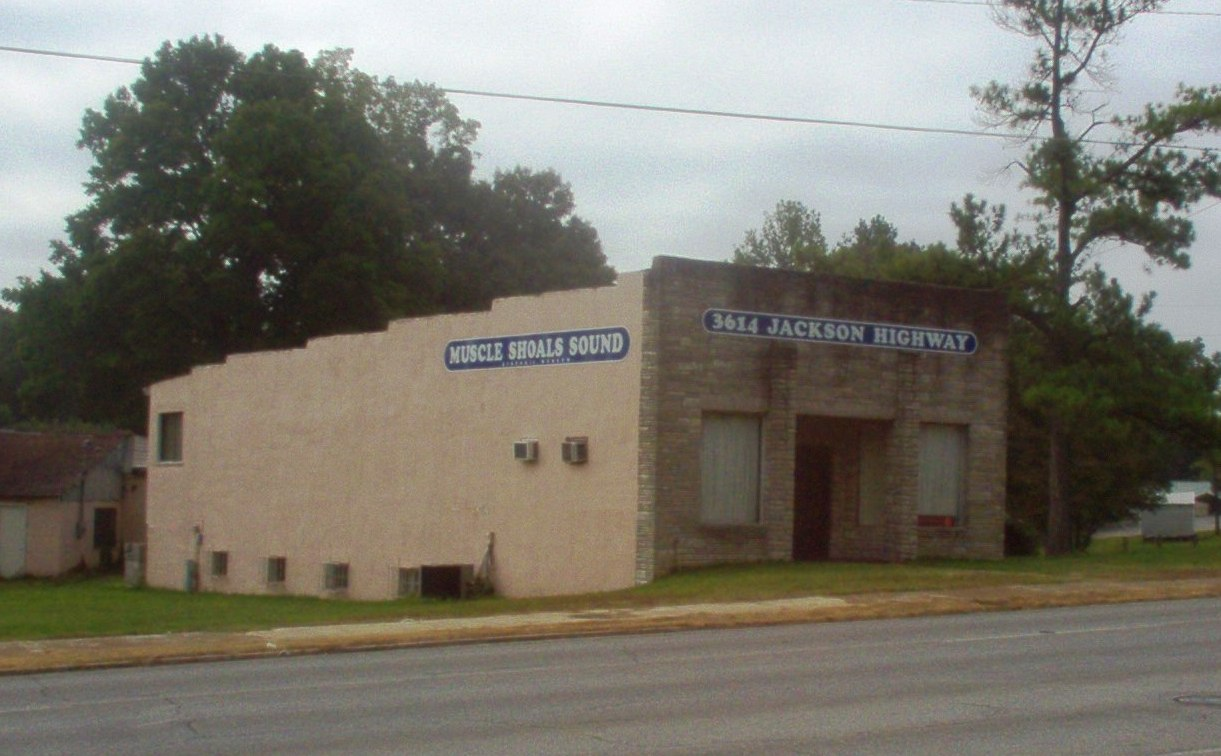
Стара будівля
«Muscle Shoals Sound Studio»

У 1815 році генерал Ендрю Джексон (майбутній сьомий Президент США) і його війська перетнули річку Теннессі в тому місці, ке тепер відомо, як Шеффілд. Два роки потому, в 1817 році генерал Джексон і його війська повернулися в цей район і зупинилися на кручі над річкою. Навколо вогнища Джексон і його товаришів по службі вирішили, що ніякий інше місце не буде настільки перспективним для селища, як те, де вони розташувалися табором. Кілька місяців по тому Джексон офіційно рекомендував місце, де перетиналися військові дороги, до створення міста. У 1818 році Джексон сам придбав трохи землі в цьому місці. До 1885 року поселення було зареєстровано як Шеффілд, штат Алабама.
У Шефілді розташована знаменита студія звукозапису «Muscle Shoals Sound Studio», утворена у 1969 р. На цій студії робили записи своїх пісень відомі музиканти, такі як Боб Ділан, Род Стюарт, The Rolling Stones, Шер та інші. Стара будівля студії, розташована на шосе 3614 Джексон занесена до Національного реєстру історичних місць.

## Демографія
Згідно з переписом 2010 року, у місті мешкало 9039 осіб у 4055 домогосподарствах у складі 2421 родини. Густота населення становила 540 осіб/км². Було 4692 помешкання (280/км²).
Расовий склад населення:
| - 69,7 % — білих - 26,8 % — чорних або афроамериканців - 0,3 % — корінних американців - 0,3 % — азіатів - 0,1 % — вихідців з тихоокеанських островів - 1,1 % — осіб інших рас |

До двох чи більше рас належало 1,7 %. Частка іспаномовних становила 2,3 % від усіх жителів.
За віковим діапазоном населення розподілялося таким чином: 21,8 % — особи молодші 18 років, 60,2 % — особи у віці 18—64 років, 18,0 % — особи у віці 65 років та старші. Медіана віку мешканця становила 40,5 року. На 100 осіб жіночої статі у місті припадало 87,3 чоловіків; на 100 жінок у віці від 18 років та старших — 83,3 чоловіків також старших 18 років.
Середній дохід на одне домашнє господарство становив 46 108 доларів США (медіана — 34 205), а середній дохід на одну сім'ю — 55 641 долар (медіана — 41 922). Медіана доходів становила 37 402 долари для чоловіків та 27 250 доларів для жінок. За межею бідності перебувало 25,0 % осіб, у тому числі 40,8 % дітей у віці до 18 років та 11,7 % осіб у віці 65 років та старших.
Цивільне працевлаштоване населення становило 3670 осіб. Основні галузі зайнятості: освіта, охорона здоров'я та соціальна допомога — 18,9 %, виробництво — 15,8 %, роздрібна торгівля — 13,0 %, мистецтво, розваги та відпочинок — 11,4 %.